# Шандак
Шандак (каз. Шаңдақ) — село в районе Магжана Жумабаева Северо-Казахстанской области Казахстана. Входит в состав Узынкольского сельского округа. Код КАТО — 593679300.

## Население
В 1999 году население села составляло 273 человека (137 мужчин и 136 женщин). По данным переписи 2009 года, в селе проживало 169 человек (89 мужчин и 80 женщин).